# Tir als Jocs Olímpics d'estiu de 1912 - Pistola lliure, 50 metres

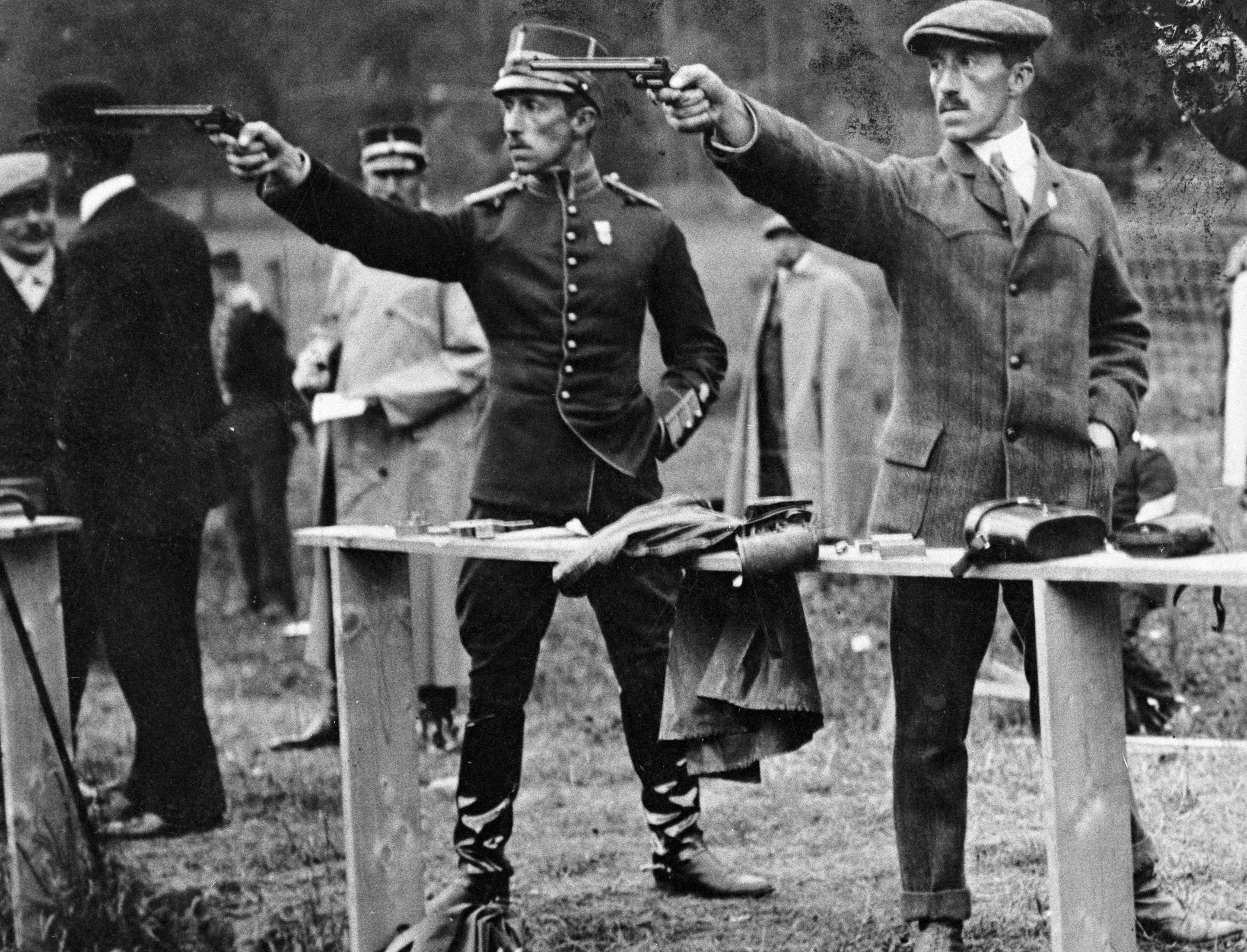
Fotografia dels suecs Eric I Vilhelm Carlberg participant en la prova olímpica.

La competició de pistola lliure, 50 metres va ser una de les divuit proves de programa de Tir dels Jocs Olímpics d'Estocolm de 1912. Es disputà l'1 de juliol de 1912 i hi van prendre part 54 tiradors procedents de 12 nacions.

## Medallistes
| Or                | Plata              | Bronze                |
| Alfred Lane (USA) | Peter Dolfen (USA) | Charles Stewart (GBR) |

## Resultats
Distància a 50 metres, amb 60 trets per disparar en 10 sèries de 6 cadascuna.
| Pos.   | Tirador                          | Nació        | Punts |
| ------ | -------------------------------- | ------------ | ----- |
| Or     | Alfred Lane                      | Estats Units | 499   |
| Plata  | Peter Dolfen                     | Estats Units | 474   |
| Bronze | Charles Stewart                  | Regne Unit   | 470   |
| 4      | Georg de Laval                   | Suècia       | 470   |
| 5      | Erik Boström                     | Suècia       | 468   |
| 6      | Horatio Poulter                  | Regne Unit   | 461   |
| 7      | Henry Sears                      | Estats Units | 459   |
| 8      | Nikolay Panin-Kolomenkin         | Rússia       | 457   |
| 9      | John Dietz                       | Estats Units | 454   |
| 10     | Léon Johnson                     | França       | 454   |
| 11     | Ivan Törnmarck                   | Suècia       | 453   |
| 12     | Eric Carlberg                    | Suècia       | 452   |
| 13     | Reginald Sayre                   | Estats Units | 452   |
| 14     | Lars Jørgen Madsen               | Dinamarca    | 452   |
| 15     | André Regaud                     | França       | 447   |
| 16     | Vilhelm Carlberg                 | Suècia       | 446   |
| 17     | Georgy Panteleymonov             | Rússia       | 442   |
| 18     | Ioannis Theofilakis              | Grècia       | 441   |
| 19     | Dmitry Kuskov                    | Rússia       | 438   |
| 20     | Hugh Durant                      | Regne Unit   | 433   |
| 21     | Laurits Larsen                   | Dinamarca    | 432   |
| 22     | Hans Roedder                     | Estats Units | 431   |
| 23     | Harald Ekwall                    | Xile         | 430   |
| 24     | Albert Kempster                  | Regne Unit   | 426   |
| 25     | Fredrik Nyström                  | Suècia       | 426   |
| 26     | Frangiskos Mavrommatis           | Grècia       | 425   |
| 27     | Sándor, Count Török de Szendrő   | Hongria      | 424   |
| 28     | Heikki Huttunen                  | Finlàndia    | 424   |
| 29     | Robert Löfman                    | Suècia       | 423   |
| 30     | Konstantinos Skarlatos           | Grècia       | 420   |
| 31     | Grigory Shesterikov              | Rússia       | 420   |
| 32     | Peter Jones                      | Regne Unit   | 417   |
| 33     | Nikolay Melnitsky                | Rússia       | 414   |
| 34     | Pavel Voyloshnikov               | Rússia       | 413   |
| 35     | William McClure                  | Regne Unit   | 411   |
| 36     | Paul Palén                       | Suècia       | 410   |
| 37     | Gideon Ericsson                  | Suècia       | 408   |
| 38     | Félix Alegría                    | Xile         | 406   |
| 39     | Adolf Schmal Junior              | Àustria      | 406   |
| 40     | Frants Nielsen                   | Dinamarca    | 406   |
| 41     | Niels Larsen                     | Dinamarca    | 405   |
| 42     | Gustaf Boivie                    | Suècia       | 401   |
| 43     | Peter Sofus Nielsen              | Dinamarca    | 397   |
| 44     | Gerhard Bock                     | Alemanya     | 395   |
| 45     | Edward Tickell                   | Regne Unit   | 387   |
| 46     | Amos Kash                        | Rússia       | 384   |
| 47     | Alexandros Theofilakis           | Grècia       | 369   |
| 48     | Gustaf Stiernspetz               | Suècia       | 357   |
| 49     | Walter Winans                    | Estats Units | 356   |
| 50     | Anders Peter Nielsen             | Dinamarca    | 355   |
| 51     | Hugo Cederschiöld                | Suècia       | 352   |
| 52     | Zoltán Jelenffy-Tóth von Csejthe | Hongria      | 348   |
| 53     | Edmond Bernhardt                 | Àustria      | 245   |
| 54     | Heinrich Hoffmann                | Alemanya     | 189   |